# Bart Vlaeminck
Bart Vlaeminck (29 mei 1984) is een Belgisch voormalig voetballer die in Eerste klasse uitkwam voor Club Brugge en KSV Roeselare. Vlaeminck was een middenvelder.

## Carrière
Vlaeminck genoot zijn jeugdopleiding bij KSV Oostkamp en Club Brugge. Hij maakte zijn officiële debuut voor Club Brugge in de Supercup 2004, waar hij in de 63e minuut inviel voor Victor. Hij mocht dat seizoen van trainer Trond Sollied ook driemaal in de competitie aantreden en eenmaal in de Beker van België. Onder Sollieds opvolger Jan Ceulemans kwamen er echter geen speelkansen, waarop Vlaeminck in januari 2006 tot het einde van het seizoen werd uitgeleend aan KSV Roeselare.
In 2006 trok Vlaeminck naar tweedeklasser VW Hamme. Hij kwam nadien in Derde klasse nog uit voor RC Waregem en KM Torhout. Bij die laatste club moest hij in oktober 2014 omwille van gezondheidsredenen een einde maken aan zijn spelerscarrière.